# Dècada del 450

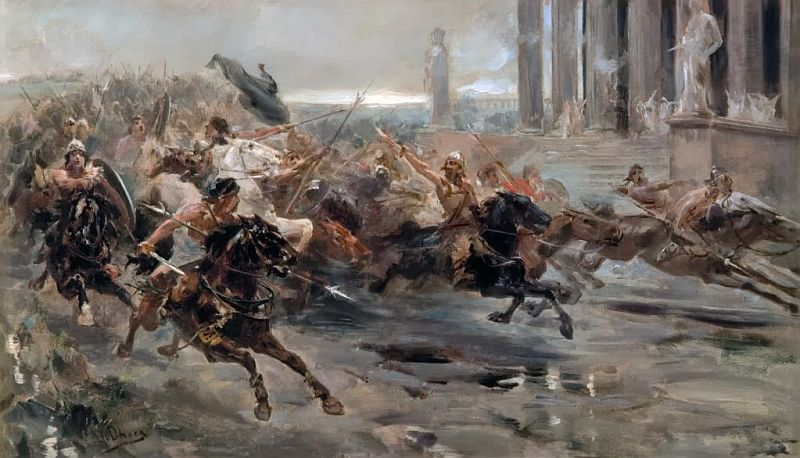
Representació dels huns apropant-se a la ciutata de Roma.

## Esdeveniments
- Invasió de Gran Bretanya dels angles i saxons. Batalla de Aylesford (455).
- Batalla dels Camps Catalàunics (452): els huns envaeixen la Gàl·lia i són vençuts per Aeci i els germans federats a la Batalla dels Camps Catalàunics. L'any següent ataquen Itàlia. Després de la mort d'Atila i la batalla de Nedao, el seu imperi es disloca
- Concili de Calcedònia (451) que condemna el Monofisisme. Les Esglésies d'Egipte i de Síria accepten malament la supremacia cultural i política de Constantinoble a Orient. La doctrina monofisita, àmpliament implantada, responia al monoteisme intransigent dels orientals.[1]
- Fi de la persecució dels budistes a la Xina pels Wei del Nord.[2]
- Saqueig de Roma (455) pels vàndals. 455-476: època dels Últims emperadors després de l'homicidi de Valentinià III a Occident.[3]
- Regnat de Skandagupta sobre l'Imperi Gupta a Índia (455-467). Arriba a contenir els heftalites
- Els Burgundis comencen la seva expansió (455); ocupen la regió del Roine i prenen Lió.

## Personatges destacats
- Àtila
- Honòria
- Valentinià III